# Kanton Veuzain-sur-Loire
Der Kanton Veuzain-sur-Loire ist seit 2015 ein französischer Wahlkreis im Arrondissement Blois, im Département Loir-et-Cher und in der Region Centre-Val de Loire; sein Hauptort ist Veuzain-sur-Loire.
Anlässlich der Gründung der Commune nouvelle Veuzain-sur-Loire erfolgte die Umbenennung des Kantons von vormals Kanton Onzain zum aktuellen Namen per Dekret vom 24. Februar 2021.

## Gemeinden
Der Kanton besteht aus 21 Gemeinden mit insgesamt 19.803 Einwohnern (Stand: 1. Januar 2022) auf einer Gesamtfläche von 435,45 km²:
| Gemeinde                  | Einwohner 1. Januar 2022 | Fläche km² | Dichte Einw./km² | Code INSEE | Postleitzahl |
| ------------------------- | ------------------------ | ---------- | ---------------- | ---------- | ------------ |
| Averdon                   | 677                      | 29,14      | 23               | 41009      | 41330        |
| Champigny-en-Beauce       | 607                      | 22,31      | 27               | 41035      | 41330        |
| Fossé                     | 1.270                    | 10,20      | 125              | 41091      | 41330        |
| Françay                   | 271                      | 20,31      | 13               | 41093      | 41190        |
| Herbault                  | 1.139                    | 13,01      | 88               | 41101      | 41190        |
| La Chapelle-Vendômoise    | 797                      | 13,07      | 61               | 41040      | 41330        |
| Lancôme                   | 121                      | 9,89       | 12               | 41108      | 41190        |
| Landes-le-Gaulois         | 727                      | 24,15      | 30               | 41109      | 41190        |
| Marolles                  | 721                      | 9,88       | 73               | 41128      | 41330        |
| Mesland                   | 549                      | 26,38      | 21               | 41137      | 41150        |
| Monteaux                  | 723                      | 6,27       | 115              | 41144      | 41150        |
| Saint-Bohaire             | 493                      | 14,06      | 35               | 41203      | 41330        |
| Saint-Cyr-du-Gault        | 174                      | 26,06      | 7                | 41205      | 41190        |
| Saint-Étienne-des-Guérets | 115                      | 11,72      | 10               | 41208      | 41190        |
| Saint-Lubin-en-Vergonnois | 776                      | 17,06      | 45               | 41223      | 41190        |
| Saint-Sulpice-de-Pommeray | 1.841                    | 11,50      | 160              | 41230      | 41000        |
| Santenay                  | 293                      | 30,28      | 10               | 41234      | 41190        |
| Valencisse                | 2.329                    | 43,76      | 53               | 41142      | 41190        |
| Valloire-sur-Cisse        | 2.433                    | 40,36      | 60               | 41055      | 41150        |
| Veuzain-sur-Loire         | 3.327                    | 37,96      | 88               | 41167      | 41150        |
| Villefrancœur             | 420                      | 18,08      | 23               | 41281      | 41330        |
| Kanton Veuzain-sur-Loire  | 19.803                   | 435,45     | 45               | 4108       | –            |

## Veränderungen im Gemeindebestand seit der landesweiten Neuordnung der Kantone
2017: 
- Fusion Chambon-sur-Cisse und Valencisse → Valencisse
- Fusion Chouzy-sur-Cisse, Coulanges und Seillac → Valloire-sur-Cisse
- Fusion Onzain und Veuves → Veuzain-sur-Loire

2016: 
- Fusion Molineuf und Orchaise → Valencisse